# 47078 Llebaria
47078 Llebaria è un asteroide della fascia principale. Scoperto nel 1998, presenta un'orbita caratterizzata da un semiasse maggiore pari a 3,231067 UA e da un'eccentricità di 0,040393, inclinata di 15,868305° rispetto all'eclittica. Ha un diametro di 15,838	km.